# Hugh Laurie
James Hugh Calum Laurie (11. lipnja 1959.) engleski je glumac, komičar, pisac i glazbenik. Dobitnik je Reda Britanskog Carstva. Britanskoj je publici poznat po ulozi u humorističnoj seriji "Crna Guja", dok je svjetsku slavu doživio tumačeći lik Gregoryja Housea u američkoj dramskoj seriji "Dr. House".

## Životopis

### Rani život i obrazovanje
Laurie je rođen u Oxfordu. Ima brata i dvije sestre. Njegova majka Patricia umrla je od bolesti motornih neurona kada je Laurie imao 29 godina. Svoga oca, W.G.R.M. "Ran" Laurieja, koji je osvojio zlatnu olimpijsku medalju u veslanju 1948., Hugh naziva "najsimpatičnijim čovjekom na svijetu".
Laurie je odgojen u škotskoj Prezbiterijanskoj crkvi. U Oxfordu je pohađao Dragon School, prestižnu osnovnu školu. Kasnije je otišao na Eton, a zatim na Selwyn College u Cambridgeu, gdje je studirao arheologiju i antropologiju.
Kao i njegov otac, Laurie je trenirao veslanje još dok je pohađao školu, a zatim i na sveučilištu. Bio je i član tima koji je 1977. osvojio naslov nacionalnog juniorskog prvaka u veslanju, a iste te godine kao član Britain's Youth Team sudjeluje i na svjetskom juniorskom prvenstvu. Godine 1980. osvaja nagradu Blue sudjelovanjem u utrci čamaca Oxforda i Cambridgea. Laurie je član Leander Cluba, jednog od najstarijih veslačkih klubova u svijetu.
Napustio je veslanje zbog mononukleoze i pridružio se Cambridge Footlightsima, amaterskom kazališnom klubu koji je bio polazište za mnoge uspješne britanske komičare. Tamo je sreo i Emmu Thompson, s kojom je imao romantičnu vezu. Ona ga je upoznala s njegovim budućim partnerom u komedijama, Stephenom Fryjem. Od 1980. do 1981., za vrijeme njegove posljednje godine na sveučilištu, Laurie postaje predsjednik Footlightsa, a Thompson potpredsjednica. Njihova predstava, The Cellar Tapes, koju su uglavnom napisali i izveli Laurie i Fry, te Tony Slattery, Paul Shearer, Emma Thompson i Penny Dwyer, na edinburškom Fringe festivalu osvojila je prvu Perrier Comedy nagradu.

### Karijera
Perier nagrada dovela je do toga da se predstava The Cellar Tapes nađe i u produkciji West Enda, a pojavila se i televizijska verzija koja je prvi put emitirana u svibnju 1982.
Zahvaljujući tome, Laurie, Fry i Thompson zajedno s Benom Eltonom, Robbiem Coltraneom i Siobhan Redmond pišu i glume u humorističnoj seriji "Alfresco", koji se dvije sezone emitirala na televiziji Granada.
Fry i Laurie su surađivali na raznim projektima tijekom 1980-ih i 1990-ih. Među tim projektima je i serija "Crna Guja" s Rowanom Atkinsonom u glavnoj ulozi. U seriji je Laurie, kao i ostali glumci, imao nekoliko različitih uloga (najzapaženije su uloge princa Georgea te istoimenog poručnika). Ostali projekti su bili BBC-jeva serija skeč komedija, "A Bit of Fry and Laurie" te "Jeeves and Wooster" (adaptacija P.G. Wodenhouseovih priča u kojoj Laurie glumi Jeevesovog poslodavca, podrugljivog Bertiea Woostera). Bila je to uloga koja je poprilično odgovarala Laurieu i kojom je on uspio prikazati svoj talent, i to kao pjevač i pijanist, te svoj slavni "dotjerani" glas.
Laurie i Fry su takoder surađivali na raznim humanitarnim manifestacijama kao što su to Hysteria (1,2 i 3) i  The Secret Policeman's Third Ball (pokrenut od strane Amnesty Internationala), Comic Relief showovi te Fry and Laurie Host a Christmas Night with the Stars. Laurie se pojavio u spotu za singl "Walking on Broken Glass" pjevačice Annie Lennox, u kostimu kojeg je nosio u trećoj sezoni "Crne Guje". Pojavio se i kao znanstvenik u spotu za pjesmu pjevačice Kate Bush, "Experiment IV".
Laurie se kasnije pojavljuje i u filmovima poput Razum i osjećaji (1995),  s Emmom Thompson u glavnoj ulozi; u Disneyjevom filmu 101 Dalmatinac (1996), gdje je glumio Jaspera, jednog od kriminalaca unajmljenih da kidnapiraju psiće; u Eltonovoj adaptaciji njegovog romana Inconceivable, Maybe Baby (2000.); Girl From Rio; remake filma The Flight of the Phoenix (2004.) te u tri filma Stuart Mali.
Godine 1996. objavljen je Lauriev prvi roman, The Gun Seller, koji je postao bestseller. Od tada je Laurie radio na scenariju filmske verzije vlastitog romana i na svom drugom romanu, The Paper Soldier. Godine 1998. imao je kratku gostujuću ulogu u "Prijateljima", u epizodi "The One with Ross's Wedding, Part Two".
Od 2002., Laurie se pojavljuje u nizu britanskih televizijskih drama, gostujući i u dvije epizode prve sezone serije "Spooks". Godine 2003. igra glavnu ulogu u komičnoj dramskoj seriji "Fortysomething" koju je sam režirao (u jednoj od epizoda pojavljuje se i Stephen Fry).
Unatoč bogatoj karijeri, Laurije je postao poznat američkoj publici tek ulogom mizantropskog liječnika Gregoryja Housea u hit-seriji "Dr. House", koja se prikazuje od 2004. godine.

### Privatni život
Laurie se oženio s kazališnom administratoricom Jo Green u lipnju 1989. Žive u Sjevernom Londonu s kćeri Rebeccom i sinovima Charliem i Billom. Charlie je imao kratku ulogu u "A Bit of Fry and Laurie" na kraju epizode "Special Squad", dok je Rebbeca imala ulogu u filmu Wit kao petogodišnja Vivian Bearing. Laurie je dobar prijatelj s glumcem Robertom Seanom Leonardom sa seta serije "Dr. House". Za vrijeme snimanja serije, Laurie živi u SAD-u. Član je sastava Band from TV. Laurie je do danas prijatelj s glumcem Stephenom Fryjem, kojega je upoznao na sveučilištu Cambridge. Fry je njegov vjenčani kum, kum svoj njegovoj djeci i njegov najbolji prijatelj.

## Vanjske poveznice
- Hugh Laurie u internetskoj bazi filmova IMDb-a